# Індукційна лампа

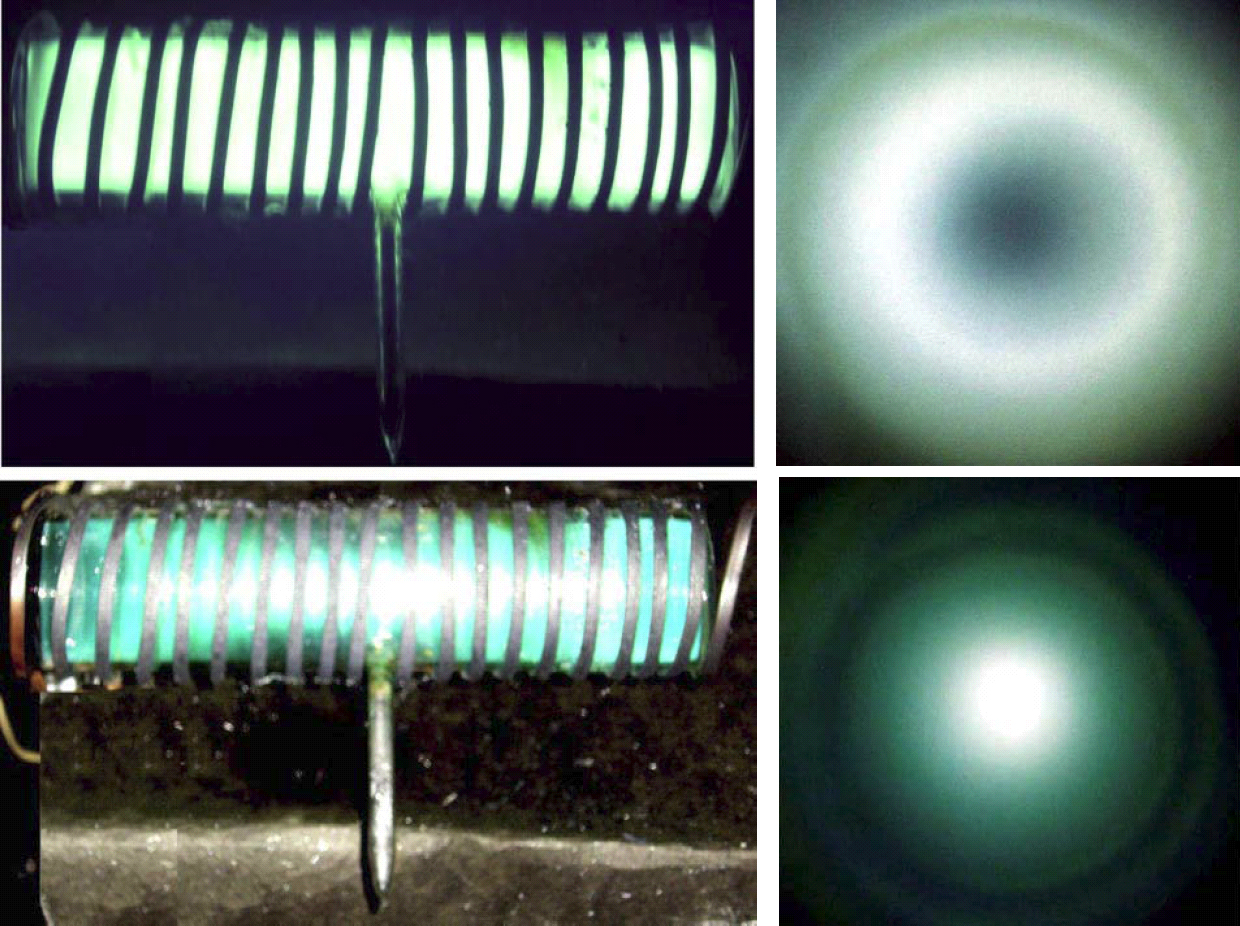
Індукційний розряд у парі ртуті в трубці 200 × Ø36 мм із середньою потужністю 1-5 кВт з частотою 1-15 кГц за низького (вгорі) і високого (внизу) тисків

Індукці́йна ла́мпа — безелектродна газорозрядна лампа, в якій первинним джерелом світла служить плазма, що виникає внаслідок іонізації газу високочастотним магнітним полем. Для створення магнітного поля балон з газом лампи розміщують поруч з котушкою індуктивності. Відсутність прямого контакту електродів з газовою плазмою дозволяє назвати лампу безелектродною. Відсутність металевих електродів всередині балона з газом значно збільшує термін служби і покращує стабільність параметрів.

## Принцип роботи
Індукційна лампа складається з:

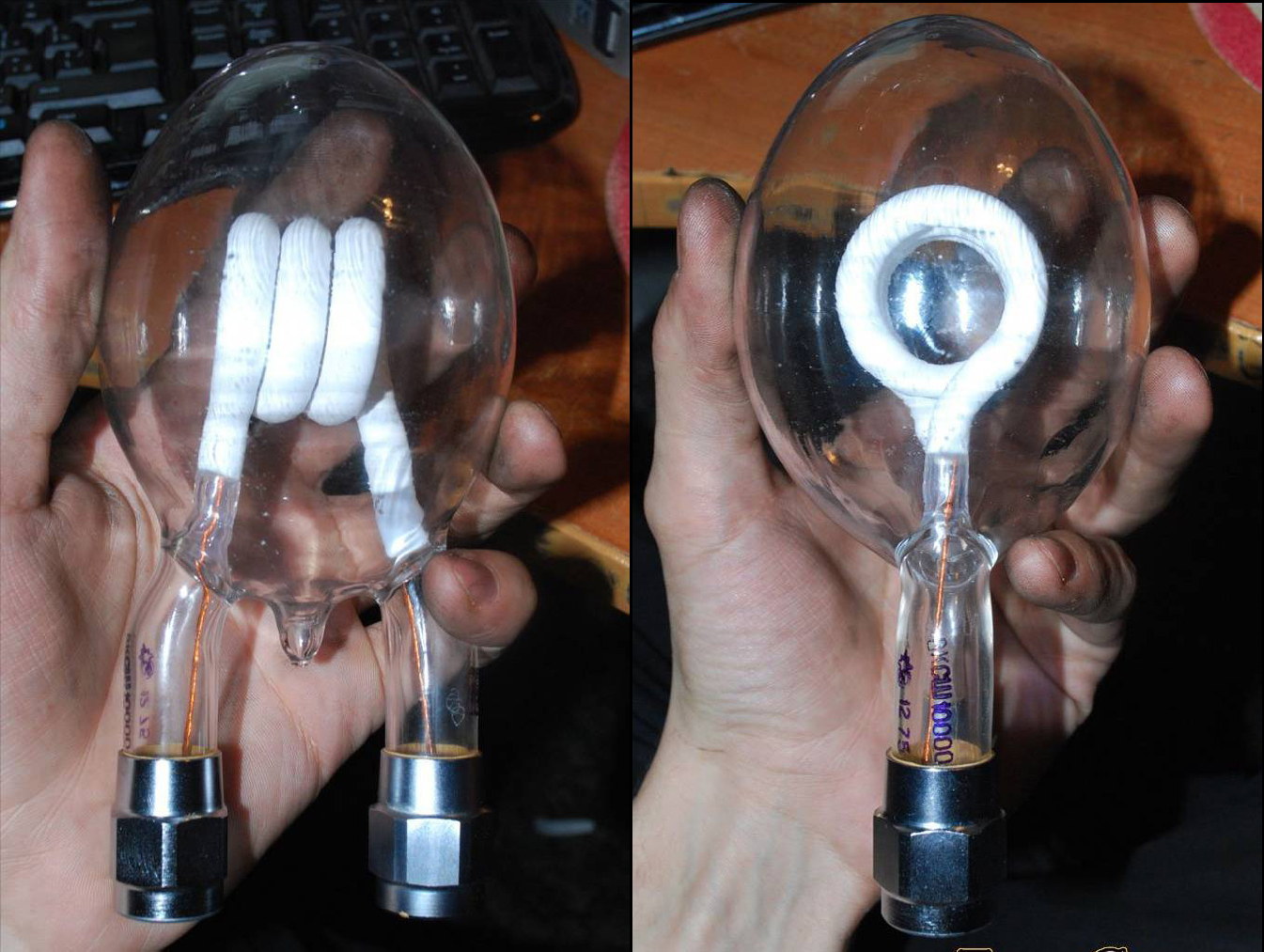
Лампа ВКсШ-10000, 10 кВт. «Стелла», СРСР, 1975 р.

- газорозрядної трубки, внутрішню поверхню якої може бути покрито люмінофором для отримання видимого світла або спеціальним світловідбивним покриттям на основі кремнію, призначеним для отримання високих яскравостей;
- котушки (первинної обмотки трансформатора), в якій порожнина лампи є вторинним витком;
- електронного генератора високочастотного струму для живлення котушки;
- для зменшення розсіювання високочастотного магнітного поля (що покращує електромагнітну сумісність, збільшує ефективність) може оснащуватися феромагнітними екранами і/або осердями.

Розрізняють два типи конструкції індукційних ламп за способом розміщення електронного пристрою:
- Індукційна лампа з зовнішнім генератором (електронний пристрій і лампа є рознесеними пристроями).
- Індукційна лампа із вбудованим генератором (конструктивно генератор і лампа скомпоновані в одному корпусі).

Електронний генератор виробляє високочастотний струм, що протікає по обмотці накачування лампи. Вторинна «обмотка» трансформатора короткозамкнута, це іонізований газ трубки. При досягненні напруженості електричного поля в газі, достатньої для електричного пробою, газ перетворюється на низькотемпературну плазму . Оскільки плазма добре проводить електричний струм, у газовій порожнині лампи починає виділятися енергія від протікання електричного струму і підтримується стійкий плазмовий шнур.
Збуджені електричним розрядом атоми газу, що наповнює порожнину лампи, випромінюють фотони з характерними для них довжинами хвиль (емісійні лінії спектра). Зазвичай ці лампи наповнюють сумішшю аргону з парою ртуті, аргон додають для полегшення запалювання лампи за низьких температур, коли тиск пари ртуті недостатній для виникнення газового розряду. Атоми ртуті в газовому розряді яскраво випромінюють в емісійних лініях у невидимій оком ультрафіолетовій частині спектра. Якщо необхідно, ультрафіолетове випромінювання атомів ртуті перетворюється на видиме випромінювання за допомогою люмінофору, нанесеного на внутрішню поверхню скляної трубки лампи. Такі лампи можна віднести до люмінесцентних ламп.
Відомі дрібносерійні зразки ламп для імітації сонячного випромінювання, розроблені ВО «Стелла», основною складовою в газовому наповненні яких був ксенон. За його ВЧ збудження він випромінює спектр, дуже схожий на сонячний.
Багато лампи з зовнішніми електродами не мають люмінофорного покриття і випромінюють назовні тільки те світло, яке випромінює іонізований газ (плазма). Такі лампи відносяться до газосвітних ламп.
Основна перевага ламп із зовнішніми електродами над газорозрядними лампами з електродами — тривалий термін служби і висока стабільність параметрів. Причиною цьому те, що всередині лампи немає металевих деталей, здатних руйнуватися під ударами йонів і електронів і змінювати склад газового середовища.

## Характеристики
- Виробники здебільшого заявляють термін служби 60 000—150 000 годин (дослідні дані відсутні). Завдяки безелектродному виконанню термін служби значно вищий, ніж у традиційних електродних люмінесцентних ламп.
- Номінальна світловіддача: більше 80 лм/Вт і при збільшенні потужності лампи збільшується світловий потік, при цьому знижується термін служби через підвищення експлуатаційного навантаження. Так, наприклад, лампа 300 Вт видає 90 лм/Вт.
- Виробники заявляють високий рівень світлового потоку після тривалого використання. Наприклад, після 60 000 год напрацювання рівень світлового потоку за розрахунками має становити понад 70 % від початкового (60000 год = 13 років використання в 12 годинному режимі).
- Миттєве увімкнення/вимкнення (відсутній час очікування між перемиканнями, що є перевагою перед більшістю газорозрядних ламп (ртутною, натрієвою і металгалогеновою лампами), для яких потрібен час для виходу на робочий режим і час охолодження 5-15 хвилин після раптового відключення електромережі).
- Необмежена кількість циклів вмикання/вимикання.
- Передання кольору люмінесцентних безелектродних індукційних ламп аналогічне переданню кольору звичайних ртутних газорозрядних ламп з люмінофором, оскільки їх зазвичай наповнюють тим самим робочим газом і використовують ті самі люмінофори. Деякі дослідні і дрібносерійні розробки дають спектр випромінювання дуже схожий на сонячний, причому люмінофор у таких лампах відсутній.
- Більшість індукційних ламп так само як і люмінесцентні лампи, вимагають спеціальної утилізації через наявність сполук ртуті й електронних компонентів.

## Застосування
Завдяки високій стабільності параметрів безелектродні ртутні газорозрядні лампи застосовуються як прецизійні джерела ультрафіолетового випромінювання, наприклад, у спектрометрії.
Індукційний принцип збудження газу використовується в накачуванні газових лазерів.
Індукційні лампи застосовують для зовнішнього та внутрішнього освітлення, особливо в місцях, де потрібне гарне освітлення з високою світловіддачею, тривалим терміном служби: вулиці, магістралі, тунелі, промислові та складські приміщення, виробничі цехи, автостоянки, стадіони. З огляду на присутність високочастотного електромагнітного випромінювання не рекомендується встановлювати в аеропортах, залізничних станціях, автозаправних станціях[джерело?].
Спеціалізовані індукційні лампи великої потужності з ксеноновим і, за деякими даними, ксенон-криптон-аргон-неоновим наповненням використовували для випробування матеріалів і елементів конструкцій радіоелектронних засобів космічних апаратів, а також в установках фотолітографії.
| Тип джерела світла          | S / P коефіцієнт |
| --------------------------- | ---------------- |
| Індукційна лампа 6500 К     | 2,22             |
| Галогенові лампи            | 1,5              |
| Металгалогенові лампи       | 1,49             |
| Лампа розжарювання          | 1,41             |
| Люмінесцентна лампа 4200 К  | 1                |
| Ртутна лампа високого тиску | 0,8              |
| Натрієва низького тиску     | 0,35             |

У побутовому приладі «Фотон» виробництва МЕЛЗ використовувалась індукційна лампа ИВР, що являє собою кульку з кварцового скла діаметром 2,5 см зі ртутно-аргоновим наповненням. Прилад був джерелом УФ випромінювання для косметичних цілей, а також іноді використовувався в радіоаматорській практиці.
Дані, отримані Френсісом Рубінштейном з відділу будівельних технологій, Національної лабораторії ім. Лоуренса в Берклі, Каліфорнія, дозволяють перевести дані, отримані при вимірюванні світлового потоку традиційним вимірювальним приладом (Lm) у візуально ефективні люмени (PLm). Помноживши покази люксметра на відповідний коефіцієнт отримаємо значення видимої освітленості.
Коефіцієнт S/P — це відношення вимірів люксметра, скоригованого за колірною кривою денного світла, до вимірів люксметра, налаштованого за кривою нічного зору.